# Чергіндзія Фатіма Олексіївна
Фаті́ма Олексіївна Чергі́ндзія (нар. 2 вересня 1969, Ткварчал (Ткварчелі), Абхазія) — українська оперна та концертна співачка, педагог абхазького походження. Заслужена артистка України. Солістка Хмельницької обласної філармонії.

## Життєпис
Народилася 2 вересня 1969 року в місті Ткварчал (Ткварчелі), в Абхазії.
Закінчила Київську Національну музичну академію ім. П. І. Чайковського (1997 рік), Академію молодих оперних співаків Маріїнського театру (м. Санкт-Петербург, 2002—2004). Викладає в Хмельницькому музичному училищі ім. Владислава Заремби. 
Лавреатка Хмельницької обласної премії імені Тараса Шевченка (2009). Заслужена артистка України (2011).
Кілька разів концертувала в Бучачі, зокрема, в місцевому АРТ-дворі, зокрема, із заслуженим артистом України Олександром Бондаренком (бас-профундо).